# Чжифу
Чжифу́ (кит. упр. 芝罘, пиньинь Zhīfú) — район городского подчинения городского округа Яньтай провинции Шаньдун (КНР). Название района происходит от названия горы Ч(ж)ифушань (кит. 芝罘山), которая упоминается ещё в «Ши цзи»: там записано, что когда в 28-м году империи Цинь «император Цинь Шихуанди отправился на восток», то «взошёл на Чифушань» («秦始皇东巡，登之罘山»). Отсюда была отправлена экспедиция Сюй Фу в поисках легендарных островов небожителей (Пэнлай) и эликсира бессмертия. Изначально название горы писалось как 之罘, при империи Цин первый иероглиф был изменён, и оно стало писаться 芝罘.

## История
На момент образования Китайской республики эти земли входили в уезд Фушань (福山县). 
21 августа 1876 года здесь был заключён Чифуский договор между Цинской империей и Великобританией, подписанный английским дипломатом сэром Томасом Фрэнсисом Уэйдом и китайским сановником Ли Хунчжаном.
В 1934 году из уезда Фушань был выделен Особый административный район Яньтай (烟台特别行政区), подчинённый напрямую правительству провинции Шаньдун.
После образования КНР был создан город провинциального подчинения Яньтай. В 1958 году город Яньтай и Специальный район Лайян были слиты в Специальный район Яньтай (烟台专区), в 1967 году переименованный в Округ Яньтай (烟台地区). В ноябре 1983 года округ Яньтай был преобразован в городской округ Яньтай; территория бывшего города Яньтай стала районом Чжифу в его составе.

## Административное деление
Район делится на 12 уличных комитетов.